# Come stai (Aiello)
Come stai è un singolo del cantante italiano Aiello, pubblicato il 28 aprile 2018 per l'etichetta Irma Records e primo estratto dall'EP Hi-Hello.